# O・J・メイヨ
オビントン・ジェアンソニー・メイヨ（Ovinton J'Anthony Mayo, 1987年11月5日 - ）は、アメリカ合衆国・ウェストバージニア州ハンティントン出身のバスケットボール選手。NBAのメンフィス・グリズリーズなどに所属していた。日本ではO.J.メイヨー、あるいはO.J.マヨなどと表記することもある。

## 生い立ち
O.J.メイヨは当時17歳だったアリーシャ・メイヨの長男として産まれた。アリーシャはその後も6人の子供を産み、またシングルマザーとなることを選択したため、メイヨの幼少時代は裕福とは程遠かった。しかしその後メイヨのバスケット選手としての才能が開花すると、一転して華々しい少年時代を過ごすこととなる。
彼が13歳の頃には地方新聞で『奇才』と紹介されるまでになり、メイヨが7年生（中学1年生）の時にはケンタッキー州の私立校、ローズヒル・クリスチャン高校で特待生としてプレイ。高校生に混じりながらも平均20.5得点を記録し、8年生の時には平均23.1得点を記録した。スポーツ・イラストレイテッドやCBSでもメイヨの事が報じられるようになり、メイヨは高校入学を待たずしてメディアから注目を集める存在となった。

### 学生時代
高校はハンティントン高校に進学。2006年、18歳になったメイヨは2年連続でオハイオ州のミスター・バスケットボールとAP通信選出のデビジョンIII年間最優秀選手を獲得。チームも2年連続で州チャンピオンに導いた。益々名声を高めていくメイヨは、同じく高校生でスター選手になったレブロン・ジェームズとしばしば比較されるようになり、レブロンの高校時代と同様に彼の試合にも多くの観客が詰め掛けるようになり、その中にはレブロンやカーメロ・アンソニーらNBAスター選手の姿もあった。2006年2月にはこれまでで最多となる観客を動員し、16500人の観客の前で、メイヨとチームは当時全米ランキング1位のオークヒルアカデミー高校を降している。
最終学年となる2006-07シーズンには28.2得点6.1リバウンド7.2アシストを記録し、州の得点王に輝いた。またマクドナルドとAP通信選出のオールアメリカと、ウェストバージニア州年間最優秀選手に選ばれた。州チャンピオンシップ決勝では41得点10リバウンド11アシストのトリプル・ダブルを達成。3年連続の州チャンピオンに輝く直前、メイヨはフリースローラインからゴールのバックボードに向かってボールを投げ、空中でキャッチしてそのままダンクをするというワンマンアリウープを決めた。試合終了のブザーが鳴り響くと客席に向かってボールを投げ込み、3本指を立てて優勝を祝った。
高校バスケ界のスーパースターとなったメイヨの進路には多くの注目が集まり、各局がこぞってメイヨの進学先を予想したが、メイヨが決断したのは南カリフォルニア大学（USC）だった。
大学1年目となる2007-08シーズンには20.7得点4.5リバウンド3.3アシストを記録し、平均20.7得点、通算684得点、3Pシュート成功数88本は同校の1年生記録となった。またPac-10の1stチーム、オールフレッシュマンチーム、Pac-10オールトーナメントチームに選出されている。
大学では1年間だけプレイし、2008年のNBAドラフトにアーリーエントリーした。

## NBA

### メンフィス・グリズリーズ
ドラフトではミネソタ・ティンバーウルブズから全体3位指名を受けたが、直後に大型トレードに組み込まれたことで、メイヨのNBAのキャリアはメンフィス・グリズリーズで始まることとなった。
低迷中のグリズリーズでメイヨは1年目からその才能を発揮。全82試合に先発で出場し、殆どの試合で二桁得点をあげ、7試合目には早くも31得点をあげた。メイヨはシーズン終了まで勢いを失うことなく、得点ではルーキー中1位となる平均18.5得点をあげ、オールルーキー1stチームに選ばれた。

### ダラス・マーベリックス
2012年7月19日、ダラス・マーベリックスと2年契約で合意したが、ヘッドコーチのリック・カーライルとソリが合わず、2012-13シーズン終了後に2年目の契約 (プレーヤーオプション) を破棄し、再びFAになった。

### ミルウォーキー・バックス
2013年7月13日、ミルウォーキー・バックスと3年契約を結んだ。

## 再起へ
2018年4月4日、バロンセスト・スペリア・ナシオナルのアトレティコス・デ・サン・ヘルマンと契約したと報じられた。2019年からは台湾や中国などでプレーしている。

## 個人成績

### NBA

#### レギュラーシーズン
| シーズン | チーム | GP  | GS  | MPG  | FG%  | 3P%  | FT%  | RPG | APG | SPG | BPG | PPG  |
| -------- | ------ | --- | --- | ---- | ---- | ---- | ---- | --- | --- | --- | --- | ---- |
| 2008–09  | MEM    | 82* | 82* | 38.0 | .438 | .384 | .879 | 3.8 | 3.2 | 1.1 | .2  | 18.5 |
| 2009–10  | MEM    | 82* | 82* | 38.0 | .458 | .383 | .809 | 3.8 | 3.0 | 1.2 | .2  | 17.5 |
| 2010–11  | MEM    | 71  | 17  | 26.3 | .407 | .364 | .756 | 2.4 | 2.0 | 1.0 | .4  | 11.3 |
| 2011–12  | MEM    | 66* | 0   | 26.8 | .408 | .364 | .773 | 3.2 | 2.6 | 1.1 | .3  | 12.6 |
| 2012–13  | DAL    | 82* | 82* | 35.5 | .449 | .407 | .820 | 3.5 | 4.4 | 1.1 | .3  | 15.3 |
| 2013–14  | MIL    | 52  | 23  | 25.9 | .407 | .370 | .864 | 2.4 | 2.2 | .5  | .3  | 11.7 |
| 2014–15  | MIL    | 71  | 15  | 23.9 | .422 | .357 | .827 | 2.6 | 2.8 | .8  | .3  | 11.4 |
| 2015–16  | MIL    | 41  | 24  | 26.6 | .371 | .321 | .775 | 2.6 | 2.9 | 1.2 | .2  | 7.8  |
| 通算     | 通算   | 547 | 325 | 30.9 | .429 | .373 | .820 | 3.1 | 2.9 | 1.0 | .3  | 13.8 |

#### プレーオフ
| シーズン | チーム | GP | GS | MPG  | FG%  | 3P%  | FT%   | RPG | APG | SPG | BPG | PPG  |
| -------- | ------ | -- | -- | ---- | ---- | ---- | ----- | --- | --- | --- | --- | ---- |
| 2011     | MEM    | 13 | 2  | 27.8 | .388 | .408 | .793  | 3.2 | 2.4 | .8  | .3  | 11.3 |
| 2012     | MEM    | 7  | 0  | 23.3 | .274 | .292 | .778  | 3.6 | 2.1 | 1.3 | .1  | 8.9  |
| 2015     | MIL    | 6  | 0  | 26.0 | .333 | .316 | 1.000 | 3.3 | 3.0 | 1.2 | .2  | 9.0  |
| 通算     | 通算   | 26 | 2  | 26.2 | .348 | .359 | .824  | 3.3 | 2.5 | 1.0 | .2  | 10.1 |

### カレッジ
| シーズン | チーム | GP | GS | MPG  | FG%  | 3P%  | FT%  | RPG | APG | SPG | BPG | PPG  |
| -------- | ------ | -- | -- | ---- | ---- | ---- | ---- | --- | --- | --- | --- | ---- |
| 2007–08  | USC    | 33 | 32 | 36.8 | .442 | .409 | .803 | 4.5 | 3.3 | 1.5 | .4  | 20.7 |

### SBL
| シーズン  | チーム         | GP | GS | MPG | FG%  | 3P%  | FT%  | RPG | APG | SPG | BPG | PPG  |
| --------- | -------------- | -- | -- | --- | ---- | ---- | ---- | --- | --- | --- | --- | ---- |
| 2018–2019 | 達欣タイガース | 33 | 33 | 28  | .433 | .368 | .814 | 7.3 | 4.3 | 1.6 | .2  | 22.6 |

## 受賞歴
- NBAオールルーキー1stチーム　（2009）

## スキャンダル
メイヨは学生時代から幾つかのスキャンダルを起こしている。
- ハンティントン高校時代の2007年1月、メイヨを含めた5人の選手が試合後に審判に暴力を振るったとして2試合の出場停止処分が下された。後日、暴力を振るわれた審判が被害の大きさを過剰に見せたかったことが判明し、処分は取り消されたが、しかしまもなく処分取り消しは無効化され、結局メイヨは3試合の出場停止処分を受けた。
- 2007年3月9日、メイヨが同乗した自動車からマリファナが見つかり、群の保安官から召還命令を受けた。後日同乗者が責任を負ったため、メイヨへの告訴は取り下げられた。
- 2008年5月11日、ESPN.comにて、メイヨの知人の証言でメイヨの周囲でNCAAの規定に違反する金銭授受があったと報じられる。レポートによればメイヨはロドニー・ギロリーから贈り物を受け取っており、そのギロリーはNBAマネージメントの大手BDAから金銭を受け取ったとされている。メイヨ、BDA共に疑惑を否定しており、またメイヨはBDAと代理人の契約を解消し、レブロン・ジェームズなどの代理人を務めるレオン・ローズと新たに契約した。

少年時代からすでに「金のたまご」として注目を集めていたメイヨの周囲には、あらゆることをサポートする「チーム・メイヨ」と呼ばれる集団が居たとされており、メイヨが南カリフォルニア大学に進学した時、当時ロサンゼルスに住んでいた実父とはあまり接触させないようにさせていたという。
- グリズリーズ時代の2010-11シーズン、メイヨはチーム専用機で移動中、トニー・アレンとトランプゲームを巡って大喧嘩を繰り広げた。このためにメイヨはチームから罰金と出場停止処分を課せられ、以降シックスマンに降格。
- そのシーズン中、薬物検査でステロイドの陽性反応を示したため、ドーピング規定違反により10試合出場停止が課された[4]。そして、翌2011-12シーズンを最後にグリズリーズから放出された。
- ダラス・マーベリックスに移籍した2012-13シーズン。メイヨはスターターで起用されたものの、調子は上がらず、ここでもHCのリック・カーライルと衝突してしまう。古巣のグリズリーズ戦でメイヨの奮起を期待していたカーライルだったが、メイヨの不調ぶりに激怒。そのグリズリーズ戦での試合中、カーライルは強制的にタイムアウトと取り、メイヨに「お前をベンチに下げる為にタイムアウトを取ったんだぞ!!!」と一喝。メイヨは同シーズン、自身3度目の全82試合スタメン出場したものの、僅か1年でマーベリックスを去った。
- ミルウォーキー・バックスに在籍していた2015-16シーズン、バックスはシーズンを通して不調に終わったものの、2015年12月に、本拠地BMOハリス・ブラッドリー・センターで開幕24連勝を記録していたゴールデンステート・ウォリアーズの連勝を止める大金星を挙げた。翌日バックスは西海岸遠征の為にロサンゼルスに移動。メイヨその遠征先のロサンゼルスのナイトクラブでグレッグ・モンロー、クリス・ミドルトン、マイルズ・プラムリーらと共に大騒ぎしている様子を激写されてしまい、顰蹙を買ってしまった。更にシーズン終盤には、ミルウォーキー市内のマンションで転倒し、右足首を骨折。散々な形でシーズンを終えた。
- 2016年7月1日、メイヨはNBAが定めている薬物プログラムの規定に違反したとして、リーグから2年間の出場停止処分を受けた[5]。このため、メイヨは2018年7月までNBAやDリーグなどを含めたプロリーグと契約することが出来ない。実際、2018年に処分が明け、リーグに復帰を申請したものの、NBA復帰には至っていない。

## ドラフト時の評価
爆発力のあるスコアラーで、様々なディフェンスに対処できる狡猾なボールハンドラー。NBAのスリーポイントラインにもすぐに対応できる。ただし1歩目の踏み込みは弱く、ディフェンダーを振り切る能力はまだ乏しい。現役NBA選手ではベン・ゴードンに例えられる。
| ウイングスパン | ジャンプ力 | スプリント | ベンチプレス |
| -------------- | ---------- | ---------- | ------------ |
| 198cm          | 104.1cm    | 3.14秒     | 7回          |

※スプリントはコート3/4（約21m）走。ベンチプレスは約84kg。